# Calciatore dell'anno (Kazakistan)
Calciatore kazako dell'anno (Қазақстанның ең үздік футболшылары) è un premio calcistico assegnato al miglior giocatore kazako dell'anno solare. Esistono due tipi di premi: quello della Federazione calcistica del Kazakistan e quello del giornale calcistico GOAL.

## Albo d'oro
|          | Premio della federazione kazaka | Premio della federazione kazaka | Premio della federazione kazaka |  | Premio del giornale GOAL  | Premio del giornale GOAL | Premio del giornale GOAL |
| Stagione | Giocatore                       | Ruolo                           | Club                            |  | Giocatore                 | Ruolo                    | Club                     |
| -------- | ------------------------------- | ------------------------------- | ------------------------------- |  | ------------------------- | ------------------------ | ------------------------ |
| 1992     | Sergei Volgin                   | CM                              | FC Kairat                       |  |                           |                          |                          |
| 1993     | Nikolay Kurganskiy              | ATT                             | FC Batyr                        |  |                           |                          |                          |
| 1994     | Kanat Musataev                  | CD                              | FC SKIF Ordabasy                |  |                           |                          |                          |
| 1995     | Andrei Miroshnichenko           | ATT                             | FC Yelimay                      |  |                           |                          |                          |
| 1996     | Oleg Voskoboynikov              | POR                             | FC Taraz                        |  |                           |                          |                          |
| 1997     | Oleg Voskoboynikov              | POR                             | FC Taraz                        |  |                           |                          |                          |
| 1998     | Oleg Voskoboynikov              | POR                             | FC Kaisar-Hurricane             |  |                           |                          |                          |
| 1999     | Igor Avdeev                     | CD                              | FC Access-Esil                  |  | Viktor Zubarev            | ATT                      | FC Irtysh                |
| 2000     | Igor Avdeev                     | CD                              | FC Access-Golden-Grain          |  | Nilton Pereira Mendes     | ATT                      | FC Irtysh                |
| 2001     | Arsen Tlekhugov                 | ATT                             | FC Zhenis                       |  | Arsen Tlekhugov           | ATT                      | FC Zhenis                |
| 2002     | Evgeniy Lovchev                 | CM                              | FC Zhenis                       |  | Evgenij Evgen'evič Lovčev | CM                       | FC Zhenis                |
| 2003     | Nurbol Jumasqalıev              | ATT                             | FC Tobol                        |  | Yuri Novikov              | POR                      | FC Irtysh                |
| 2004     | Samat Smakov                    | CD                              | FC Kairat                       |  | Samat Smakov              | CD                       | FC Kairat                |
| 2005     | Nurbol Jumasqalıev              | ATT                             | FC Tobol                        |  | Oleg Lïtvïnenko           | ATT                      | FC Almaty                |
| 2006     | non assegnato                   | non assegnato                   | non assegnato                   |  | David Loria               | POR                      | Astana                   |
| 2007     | non assegnato                   | non assegnato                   | non assegnato                   |  | Samat Smakov              | CD                       | FC Aktobe                |
| 2008     | Samat Smakov                    | CD                              | FC Aktobe                       |  | Samat Smakov              | CD                       | FC Aktobe                |
| 2009     | non assegnato                   |                                 |                                 |  | Samat Smakov              | CD                       | FC Aktobe                |
| 2010     | Nurbol Jumasqalıev              | ATT                             | Tobyl                           |  | Nurbol Jumasqalıev        | ATT                      | Tobyl                    |
| 2011     | Ulan Qonısbayev                 | CEN                             | Shahter Qaraǵandy               |  | Genrïx Şmïdtgal'          | CEN                      | Greuther Fürth           |
| 2012     | Qairat Nūrdäuletov              | DIF                             | Astana                          |  | Ulugbek Bakaev            | ATT                      | Ertis                    |
| 2013     | Andrey Fïnonçenko               | ATT                             | Shahter Qaraǵandy               |  | Andrey Fïnonçenko         | ATT                      | Shahter Qaraǵandy        |
| 2014     | Bawırjan Ïslamxan               | CEN                             | Qairat                          |  | Bawırjan Ïslamxan         | CEN                      | Qairat                   |
| 2015     | Gerard Gohou                    | ATT                             | Qairat                          |  | non assegnato             | non assegnato            | non assegnato            |